# Leiodesmus maior
Leiodesmus maior är en mångfotingart som beskrevs av Filippo Silvestri 1897. Leiodesmus maior ingår i släktet Leiodesmus och familjen Chelodesmidae. Inga underarter finns listade i Catalogue of Life.